# Ectropis ridingi-suffusa
Ectropis ridingi-suffusa là một loài bướm đêm trong họ Geometridae.